# Die Schatten werden länger
Die Schatten werden länger es una película dramática suizo-alemana de 1961 dirigida por Ladislao Vajda protagonizada por Luise Ullrich, Barbara Rütting y Hansjörg Felmy.

## Argumento
La Sra. Diethelm llamó a la dedicada y valiente maestra Christa Andres para que dirigiera un hogar para niñas difíciles. La propia Christa ha tenido una vida difícil, incluso trabajó como prostituta por un tiempo y sabe mejor cómo tratar con jóvenes recalcitrantes que corren el riesgo de tomar el camino equivocado o que ya lo hicieron antes de venir a esta escuela. Su niña problemática en particular es Erika, casi adulta, que le recuerda mucho a Christa su propia juventud. Una y otra vez hay discusiones violentas entre las dos mujeres.
Un día, Erika está harta de todas las reglas y regulaciones. Así que un día ella se separa. Pero Christa no quiere renunciar a Erika y sigue su rastro, que conduce al barrio rojo de la ciudad. Por suerte, Christa se encuentra allí con su ex proxeneta Max, un tipo bastante malo. Así como este una vez acosó a Christa, también amenaza con convertirse en un peligro para Erika y por ende para todos esos laboriosos intentos de rehabilitación que Christa había hecho hasta ahora. Max intenta presionar a Christa y amenaza con revelar el pasado de Christa si Erika no se lo permite. Para evitarle a Erika su propio destino, Christa mata a Max. La maestra es arrestada y tiene que ir a prisión por lo que hizo. A cambio, sin embargo, se ganó el respeto de Erika y le impidió dar un mal paso hacia su perdición.

## Reparto
- Hansjörg Felmy como Max
- Luise Ullrich como Sra. Diethelm
- Barbara Rütting como Christa Andrés
- Fred Tanner como Dr. nacido
- Loni von Friedl como Erika Schöner
- Iris Erdmann como Hilde
- Renja Gill como Anni
- Bella Neri como Colegiala
- Margot Medicus como Barbara (como Margot Philipp)
- Carola Rasch como Bessie
- Elisabeth Roth como la colegiala Steffie
- Helga Sommerfeld como Helene
- Erika Wolf como Susanne

## Recepción crítica
La historia demasiado construida impide que la película transmita de manera convincente sus buenas intenciones: comprensión para los jóvenes vulnerables.
Léxico de Cine Internacional

Basado en esta plantilla de trama, el húngaro Ladislao Vajda montó una película que se destaca ignominiosamente de los trabajos anteriores del director ("El secreto de Marcelino", "El perro que se llamaba Sr. Bozzi"). Aunque los archivos de la policía moral de Zúrich sirvieron como documentos para el guión, solo se produjo un colportaje.
Der Spiegel